# SME (Zeitung)
SME (deutsch: „Wir sind“, zugleich die ersten drei Buchstaben des Wortes Smena) ist eine slowakische Tageszeitung.

## Geschichte
Die Zeitung wurde im Januar 1993 von einer Gruppe von Redakteuren der Smena (bis 1989 die Zeitung des Sozialistischen Jugendverbandes, slowakisch SZM) gegründet, die mit einem neuen, ihrer Ansicht nach indirekt von der Regierung Mečiar eingesetzten Chefredakteur sowie mit der entsprechenden neuen Redaktionspolitik nicht einverstanden war und sich um den ehemaligen Chefredakteur Karol Ježík gesammelt hatten. Der neuen Zeitung ist es relativ schnell gelungen, die Leser von Smena zu gewinnen, so dass SME bereits 1995 mit Smena vereinigt wurde. 2004 erfolgte eine weitere Fusion mit der Zeitung Práca.
SME galt in den 2010er Jahren als Sprachrohr der Opposition. 2014 verkaufte die Mediengruppe Rheinische Post als Miteigentümer ihre Anteile an Penta. Daraufhin verließen der Chefredakteur und die Hälfte der Redaktion das Blatt. Diese Journalisten gründeten 2015 die unabhängige Zeitung Denník N.

## Struktur
SME hatte 2017 eine Auflage von 35.100; im Mai 2010 dagegen noch von 55.468. Die Zeitung erscheint sechsmal in der Woche in einem berlinerähnlichen Format (315 × 423 mm) auf 28–48 Seiten und gilt als eine kritische unabhängige Zeitung. Sie bedient alle Altersgruppen, wird aber meistens von jungen Lesern als „ihre Zeitung“ angesehen. Die Zeitung ist seit ihrer Gründung sehr kritisch gegen jede Regierung eingestellt, an der die Partei Vladimír Mečiars teilnimmt, und vertritt Ansichten aus dem rechten Bereich des politischen Spektrums. Sie hat einen eigenen Verlag, die Petit Press und eine eigene Druckerei. Die aktuelle Chefredakteurin ist seit 2014 Beata Balogová. Ehemalige Chefredakteuren sind Karol Ježík (1993–1998), Martin Milan Šimečka (1998–2006) und Matúš Kostolný (2006–2014).

### Regionale Präsenz
Die Verlagsgesellschaft von SME, Petit Press, ist auch auf regionaler Ebene aktiv; in der West- und Mittelslowakei sind verschiedene regionale Wochenzeitungen zusammen als MY (wörtlich: „WIR“) geführt, während für die Ostslowakei die Tageszeitung Korzár bestimmt ist. Weitere herausgegebene Zeitungen sind die ungarischsprachige Új Szó (Neues Wort) und die englischsprachige The Slovak Spectator.

### Online-Ausgabe
Die Zeitung hat seit dem Jahr 1993 eine Online-Präsenz unter der Adresse SME.sk. Eine Blog-Plattform wurde (anfangs nur eingeschränkt) im Oktober 2004 erstellt, mit dem Ziel, Bereiche von Bürger-Journalisten abdecken zu lassen, wo die Zeitung keine Reichweite hatte. Sechs Monaten danach wurden die Blogs für alle freigegeben. Im Oktober 2008 umfasste die gesamte Plattform etwa 11.000 Mitglieder. Daneben engagiert sich die Zeitung bei der Digitalisierung der gemeinfreien slowakischen Bücher in Zusammenarbeit mit der Slowakischen Nationalbibliothek; im Juli 2010 waren es laut eigener Angabe mehr als 1.200 Bücher.
Die Website von SME war im Mai 2010 die am drittmeisten besuchte Seite in der Slowakei (1.592.060 RU).